# NGC 1705
NGC 1705 es una galaxia enana irregular en la constelación de Pictor a 17 millones de años luz de distancia de la Tierra.
Imágenes obtenidas con el Telescopio Espacial Hubble permiten ver como estrellas jóvenes, azules y calientes se concentran hacia el centro galáctico, mientras que las más viejas, rojizas y frías se encuentran más diseminadas. Aunque en NGC 1705 se han estado formando estrellas en otras épocas, hace entre 26 y 31 millones de años tuvo lugar un episodio de gran actividad en la formación estelar. Muchas de las jóvenes estrellas del núcleo galáctico -en el que se halla un super cúmulo estelar (NGC 1705-1) con una masa de 105 masas solares de esa edad que explica que esta galaxia sea clasificada cómo una galaxia con brote estelar- nacieron en este período de "estallido estelar".
NGC 1705 está clasificada como una enana irregular por su pequeño tamaño y por carecer de una estructura regular. Actualmente, se cree que galaxias como esta fueron los primeros sistemas en colapsar y comenzar a formar estrellas en el universo primitivo. Representan los primeros bloques a partir de los cuales se formaron más tarde objetos mucho más masivos como las galaxias espirales y elípticas a través de fusiones e interacciones. El estudio de las estrellas de NGC 1705 y otras galaxias irregulares cercanas ha demostrado que estas galaxias tienen varios miles de millones de años de antigüedad. La propia NGC 1705 podría tener hasta unos 13.500 millones de años.